# Glomeris dionysii
Glomeris dionysii är en mångfotingart som beskrevs av Pius Strasser 1961. Glomeris dionysii ingår i släktet Glomeris och familjen klotdubbelfotingar. Inga underarter finns listade i Catalogue of Life.